# 前奏曲 (ラヴェル)
前奏曲（ぜんそうきょく、仏：Prélude）は1913年、モーリス・ラヴェルがパリ音楽院のソルフェージュ（初見で楽曲を弾く）試験用に作曲した、ピアノ用の小品である。
わずか27小節の典雅な小品で、調性はイ短調であるが、ドリア調への指向や変化音を含むため臨時記号が多く見られる。中間部での両手の交差は初見で弾くにはいささか苦労する。この初見演奏でラヴェルも絶賛した当時15歳の作曲家ジャンヌ・ルルーに献呈されている。